# Leptochilus monticolus
Leptochilus monticolus är en stekelart som beskrevs av Parker 1966. Leptochilus monticolus ingår i släktet Leptochilus och familjen Eumenidae. Inga underarter finns listade i Catalogue of Life.